# Bouxwiller (Haut-Rhin)
Pour les articles homonymes, voir Bouxwiller.
Bouxwiller (en allemand Buchsweiler et en alsacien Buchswiller) est une commune française située dans la circonscription administrative du Haut-Rhin et, depuis le 1er janvier 2021, dans le territoire de la Collectivité européenne d'Alsace, en région Grand Est.
Cette commune se trouve dans la région historique et culturelle d'Alsace.

## Géographie

### Localisation
La commune se trouve dans le nord du Jura, plus précisément dans le Jura alsacien. Bouxwiller est à environ 25 km de Bâle, 35 km de Mulhouse et 50 km de Belfort, et à une altitude comprise entre 450 et 650 m. Deux ruisseaux, la Keucht et la Luppach, traversent le village, avant de se jeter dans l'Ill.
Les communes limitrophes sont  Durmenach, Ferrette, Fislis, Oltingue, Raedersdorf, Sondersdorf, Vieux-Ferrette et Werentzhouse.

### Hydrographie
La commune est dans le bassin versant du Rhin au sein du bassin Rhin-Meuse. Elle est drainée par le ruisseau Luppach,.

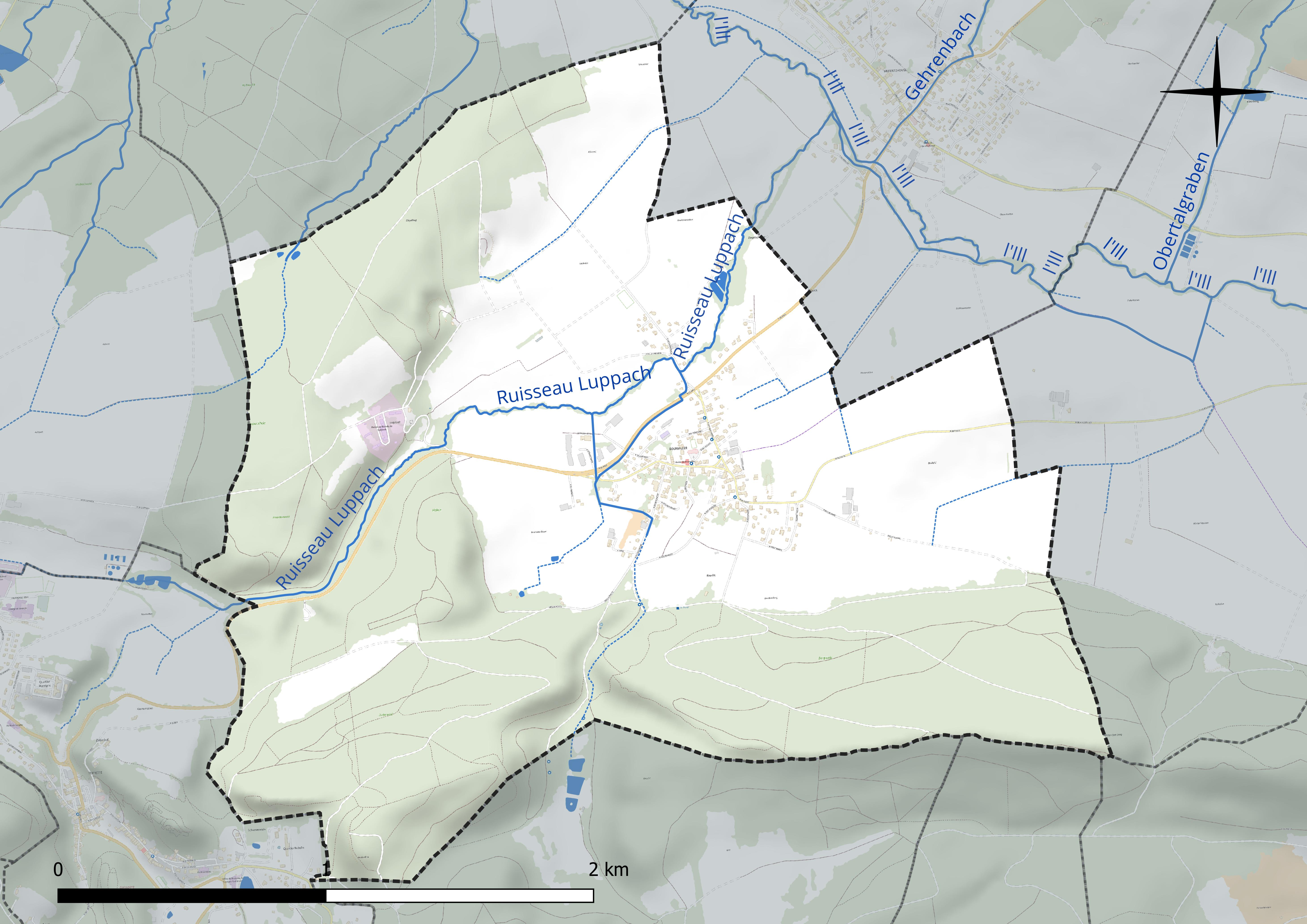
Réseau hydrographique de Bouxwiller.

### Climat
Pour des articles plus généraux, voir Climat du Grand Est et Climat du Haut-Rhin.
En 2010, le climat de la commune est de type climat de montagne, selon une étude du Centre national de la recherche scientifique s'appuyant sur une série de données couvrant la période 1971-2000. En 2020, Météo-France publie une typologie des climats de la France métropolitaine dans laquelle la commune est exposée à un climat de montagne ou de marges de montagne et est dans la région climatique  Vosges, caractérisée par une pluviométrie très élevée (1 500 à 2 000 mm/an) en toutes saisons et un hiver rude (moins de 1 °C). 
Pour la période 1971-2000, la température annuelle moyenne est de 9,6 °C, avec une amplitude thermique annuelle de 17,5 °C. Le cumul annuel moyen de précipitations est de 1 013 mm, avec 9,5 jours de précipitations en janvier et 9,7 jours en juillet. Pour la période 1991-2020, la température moyenne annuelle observée sur la station météorologique de Météo-France la plus proche, « Lucelle_sapc », sur la commune de Lucelle à 12 km à vol d'oiseau, est de 9,4 °C et le cumul annuel moyen de précipitations est de 1 091,0 mm. 
La température maximale relevée sur cette station est de 36 °C, atteinte le 20 juillet 2003 ; la température minimale est de −19 °C, atteinte le 20 décembre 2009,,. 
Les paramètres climatiques de la commune ont été estimés pour le milieu du siècle (2041-2070) selon différents scénarios d'émission de gaz à effet de serre à partir des nouvelles projections climatiques de référence DRIAS-2020. Ils sont consultables sur un site dédié publié par Météo-France en novembre 2022.

## Urbanisme

### Typologie
Au 1er janvier 2024, Bouxwiller est catégorisée commune rurale à habitat dispersé, selon la nouvelle grille communale de densité à sept niveaux définie par l'Insee en 2022.
Elle est située hors unité urbaine. Par ailleurs la commune fait partie de l'aire d'attraction de Bâle - Saint-Louis (partie française), dont elle est une commune de la couronne,. Cette aire, qui regroupe 94 communes, est catégorisée dans les aires de 200 000 à moins de 700 000 habitants,.

### Occupation des sols

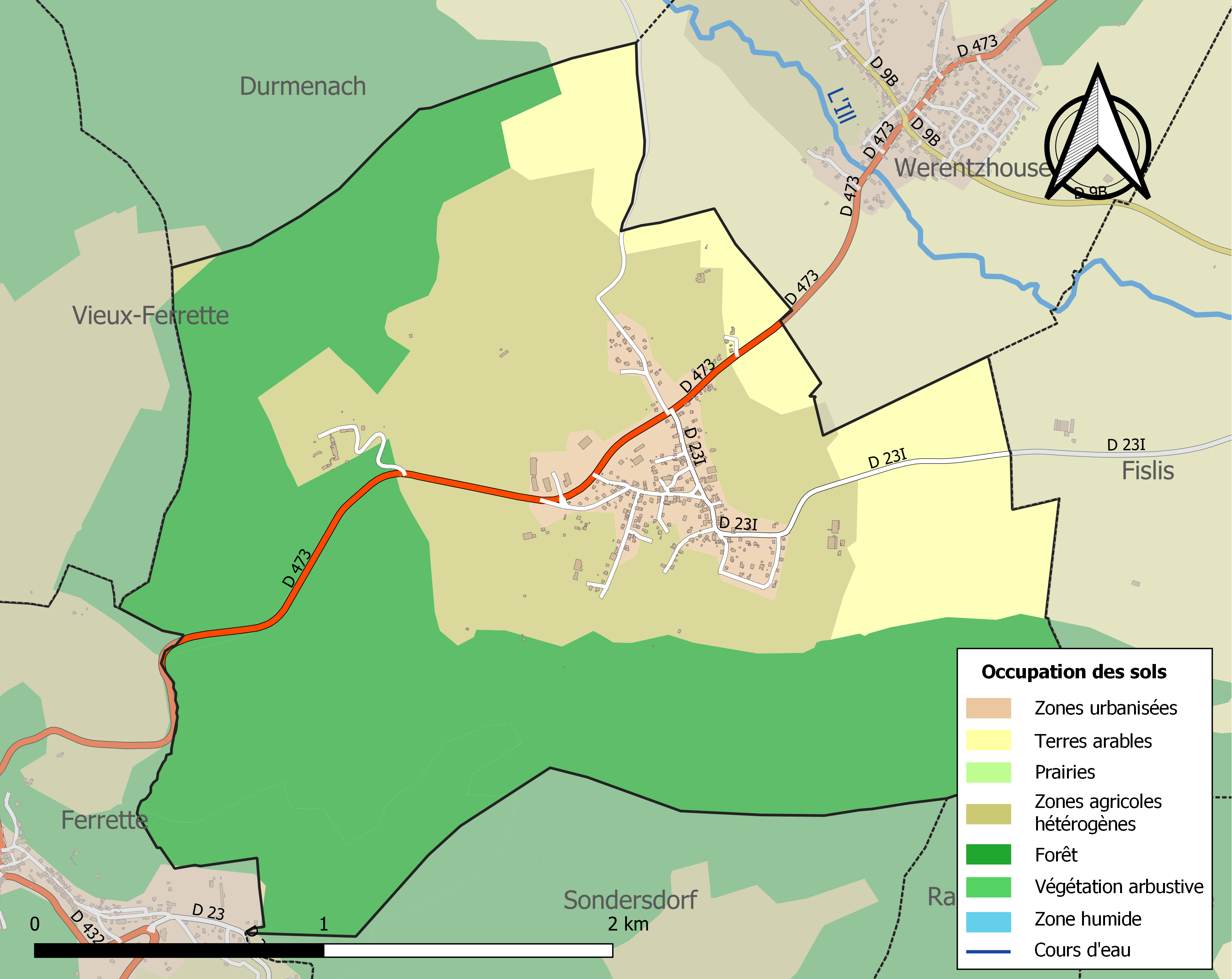
Carte des infrastructures et de l'occupation des sols de la commune en 2018 (CLC).

L'occupation des sols de la commune, telle qu'elle ressort de la base de données européenne d’occupation biophysique des sols Corine Land Cover (CLC), est marquée par l'importance des forêts et milieux semi-naturels (53,3 % en 2018), une proportion identique à celle de 1990 (53,3 %). La répartition détaillée en 2018 est la suivante : 
forêts (53,3 %), zones agricoles hétérogènes (27,4 %), terres arables (14 %), zones urbanisées (5,3 %). L'évolution de l’occupation des sols de la commune et de ses infrastructures peut être observée sur les différentes représentations cartographiques du territoire : la carte de Cassini (XVIIIe siècle), la carte d'état-major (1820-1866) et les cartes ou photos aériennes de l'IGN pour la période actuelle (1950 à aujourd'hui).

## Toponymie
Le nom de la localité est attesté sous les formes Buswilr en 1144, Buchswilre en 
1271, Bucswilre en 1278, Boxwilr en 1283, Buchswilr en 1296, Buochswilr en 1361, Buoswilre en 1420, Buxwiller au XVIIIe siècle et Buchsweiler en 1871.
Nom d'homme germanique Bucco et latin villare (ferme). Selon Albert Dauzat et Charles Rostaing.

Le sens de ce toponyme est pourtant clair, c'est le « Hameau du Buis ».

## Politique et administration

### Découpage territorial
La commune de Bouxwiller est membre de la communauté de communes Sundgau, un établissement public de coopération intercommunale (EPCI) à fiscalité propre créé le 15 juin 2016 dont le siège est à Altkirch. Ce dernier est par ailleurs membre d'autres groupements intercommunaux.
Sur le plan administratif, elle est rattachée à l'arrondissement d'Altkirch, à la circonscription administrative de l'État du Haut-Rhin, en tant que circonscription administrative de l'État, et à la région Grand Est. 
Sur le plan électoral, elle dépendait jusqu'en 2020 du  canton d'Altkirch pour l'élection des conseillers départementaux au sein du conseil départemental du Haut-Rhin. Depuis le 1er janvier 2021, elle dépend du même canton pour l'élection des conseillers d'Alsace au sein de la collectivité européenne d'Alsace.

### Finances locales
En 2015, les finances communales était constituées ainsi :
- total des produits de fonctionnement : 448 000 €, soit 970 € par habitant ;
- total des charges de fonctionnement : 343 000 €, soit 743 € par habitant ;
- total des ressources d’investissement : 187 000 €, soit 405 € par habitant ;
- total des emplois d’investissement : 94 000 €, soit 204 € par habitant ;
- endettement : 312 000 €, soit 676 € par habitant.

Avec les taux de fiscalité suivants :
- taxe d'habitation : 11,81 % ;
- taxe foncière sur le bâti : 5,57 % ;
- taxe foncière sur les propriétés non bâties : 42,91 % ;
- taxe additionnelle à la taxe foncière sur les propriétés non bâties : 50,60 % ;
- cotisation foncière des entreprises : 21,24 %.

### Liste des maires
| Période                                  | Période  | Identité           | Étiquette | Qualité                                                   |
| ---------------------------------------- | -------- | ------------------ | --------- | --------------------------------------------------------- |
| mars 2001                                | mai 2020 | Dominique Dirrig   | DVD       | Conseiller général Président de la communauté de communes |
| mai 2020                                 | En cours | Jean-Luc Heudecker |           |                                                           |
| Les données manquantes sont à compléter. |          |                    |           |                                                           |

### Équipements et services publics
- La ferme pédagogique de Bouxwiller[19].
- Le centre médical de Luppach[20].

## Population et société

### Démographie
L'évolution du nombre d'habitants est connue à travers les recensements de la population effectués dans la commune depuis 1793. Pour les communes de moins de 10 000 habitants, une enquête de recensement portant sur toute la population est réalisée tous les cinq ans, les populations de référence des années intermédiaires étant quant à elles estimées par interpolation ou extrapolation. Pour la commune, le premier recensement exhaustif entrant dans le cadre du nouveau dispositif a été réalisé en 2005.

En 2022, la commune comptait 430 habitants, en évolution de −7,53 % par rapport à 2016 (Haut-Rhin : +0,66 %, France hors Mayotte : +2,11 %).
| 1793 | 1800 | 1806 | 1821 | 1831 | 1836 | 1841 | 1846 | 1851 |
| ---- | ---- | ---- | ---- | ---- | ---- | ---- | ---- | ---- |
| 297  | 304  | 322  | 349  | 466  | 429  | 443  | 440  | 455  |

| 1856 | 1861 | 1866 | 1871 | 1875 | 1880 | 1885 | 1890 | 1895 |
| ---- | ---- | ---- | ---- | ---- | ---- | ---- | ---- | ---- |
| 370  | 389  | 393  | 380  | 361  | 334  | 310  | 291  | 277  |

| 1900 | 1905 | 1910 | 1921 | 1926 | 1931 | 1936 | 1946 | 1954 |
| ---- | ---- | ---- | ---- | ---- | ---- | ---- | ---- | ---- |
| 301  | 308  | 337  | 283  | 297  | 320  | 324  | 317  | 279  |

| 1962 | 1968 | 1975 | 1982 | 1990 | 1999 | 2005 | 2006 | 2010 |
| ---- | ---- | ---- | ---- | ---- | ---- | ---- | ---- | ---- |
| 308  | 330  | 336  | 328  | 314  | 415  | 470  | 463  | 456  |

| 2015 | 2020 | 2022 | - | - | - | - | - | - |
| ---- | ---- | ---- | - | - | - | - | - | - |
| 463  | 429  | 430  | - | - | - | - | - | - |

## Culture locale et patrimoine

### Lieux et monuments

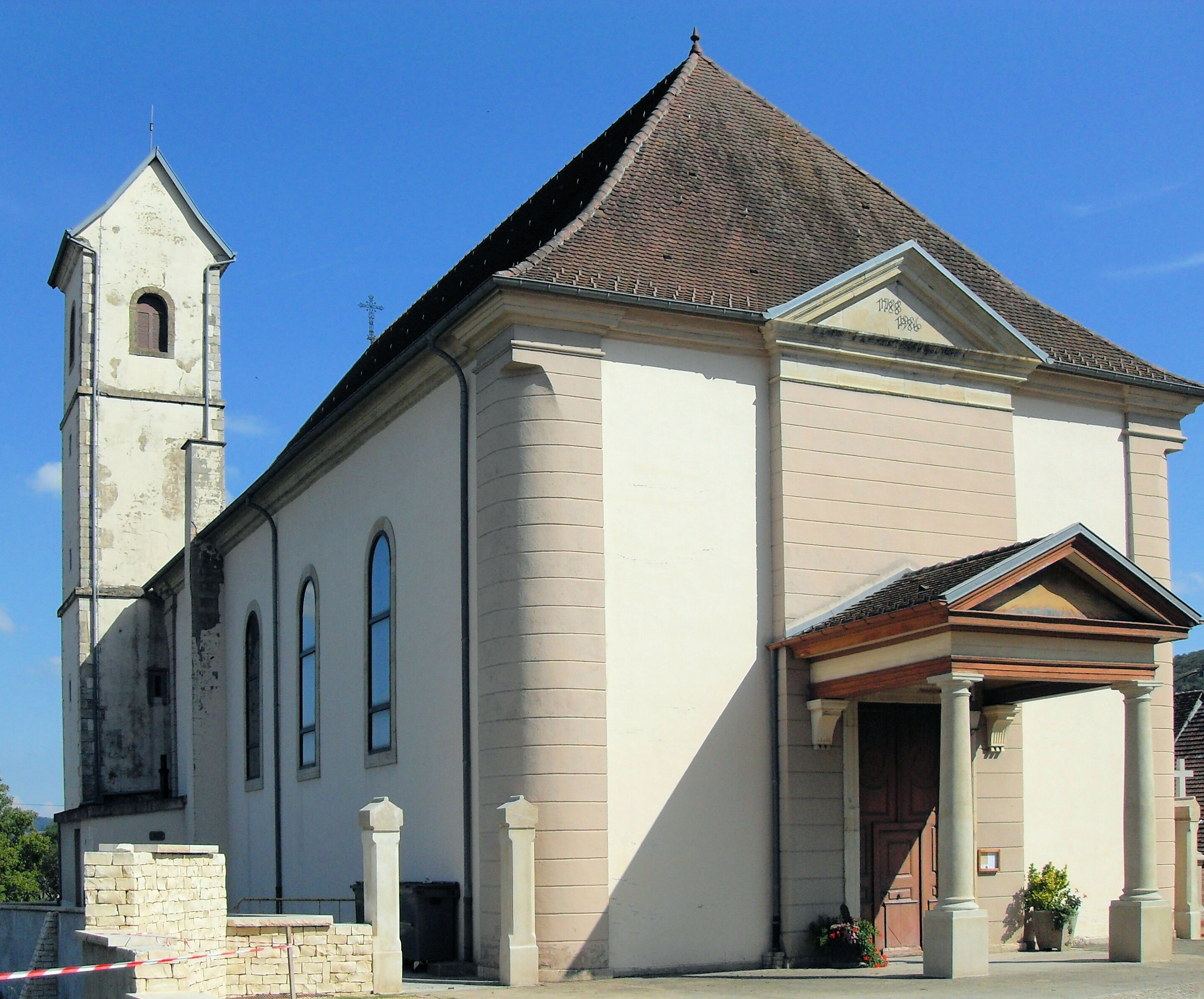
L'église Saint-Jacques-le-Majeur.

- Église Saint-Jacques-le-Majeur, au centre du village, bâtie au XVIIIe siècle[25] ;

sa cloche du XIVe siècle provenant de l'église conventuelle de l'abbaye franciscaine de Luppach ;
et son orgue de Joseph Callinet de 1823,.
- Monument aux morts[29].
- Vestiges romains (dallage et villa)[30],[31].
- Ancien couvent de franciscains Saint-Pantaléon[32].
- Caveau (crypte) des moines franciscains du couvent de Luppach (en direction de Ferrette)[33].

### Personnalités liées à la commune
- Charles-Henri Kern, homme politique né le 15 septembre 1759 à Bouxwiller (Haut-Rhin) et mort le 16 septembre 1847 à Strasbourg (Bas-Rhin).

### Héraldique
| Blason de Bouxwiller | Les armes de Bouxwiller se blasonnent ainsi : « D'argent à l'arbre de sinople sur une terrasse isolée de même. » |